# Nambikwara
Nambikwara (Nhambicuara, Ñambikwara, Nambiquara, Nanbikuara, Nhambiquara, Nambikuara).- Indijanski narod porodice Nhambicuaran iz zapadnog Brazila nastanjen po državama Rondônia i Mato Grosso. Namkikware su lovačko-sakupljačke grupe, koje ne poznaju mreža za spavanje (hamak; hammock), nego noću spavaju oko vatre na golom tlu. Zbog ovog, kaže Lévi-Strauss,  susjedni ih Paressi nazivaju imenom Uaikoákôrê (='oni koji spavaju na samom tlu). Danas ih se održalo na više rezervata u zaapdnom Brazilu. 

## Ime
Ime nambikwara znači "rupa u uhu", što dolazi od namb, "uho," i kuara, "rupa", i označavalo  '(narod) s rupom u uhu' ; probušene uši.

## Jezik
Nambikvarski jezik (nhambicuara: izg. njambikvara) ima više dijalekata i manje više su nepoznati, pogotovo oni nestalih skupina. Razlika među njima je u nastavku imenica i glagolskim oblicima. U nambikavarskom postoji sufiks -kititu, a u istočnom -dige, -dage i -tchore, koji se dodavši ih imenicama pretvaraju u glagole.  Žene, kao i u cijelom nizu ovih domorodačkih plemena vole da izobličuju riječi, tako da dolazi do posebnog ženskog jezika.
Jezik Nambikwara čini posebnu porodicu Nhambicuaran, koju po jednoj klasifikaciji (McQuown/Greenberg) čine: 1. Nhambicuara, 2. Pseudo-Nhambicuara, 3. Sjeveroistočni (od Anunze, Cocozu, Congore i Nene), in 4. Jugozapadni (Cabichi, Tagnani, Tauite i Uaintazu) kojima se služe razne nambikvarske skupine domorodaca. Njihova lista vjerojatno nije konačna jer su neke skupine Nambikwara nestale.
- Vidi The Nambikwara Indians. A description of their languages and of their cultural identity.  Arhivirana inačica izvorne stranice od 5. prosinca 2021. (Wayback Machine)

## Anatomija
Nambikware su niskog rasta, muškarac 1,60, žene ,1,50 centimetara. Fizički tip i njihova kultura čini ih dosta različitim od ostalih susjednih indijanskih skupina. Koža ovih Indijanaca dosta je tamnija nego kod drugih, dlakavost je jače razvijena nego kod drugih mongoloida, a žene kao i u većine južnoameričkih Indijanki, nemaju osobito izražen struk. Ipak, svi oni, što je tipično za Američkog Indijanca, pripadaju krvnoj grupi 0. To navodi na zaključak da su najvjerojatnije čistokrvni Indijanci usprkos svoje tamnije puti.  Lévi-Strauss smatra da su od ostalih skupina izolirani džunglom barem nekoliko stoljeća. Njihov izgled podsjeća na tip čovjeka čiji je kostur pronađen u spiljama Lagoa-Santa, na području države Minas Gerais, koji je pripadao nekoj staroj rasi.

## Privreda
Godina kod Nambikvara se dijeli na dva perioda, kišnu sezonu od desetog do trećeg mjeseca i sušnu. Za kišnog peroda skupine Nambikwara podižu sela ponad rijeka, iskrče vatrom dio šume i zasade polja manioke, i slatke (neotrovne) i gorke. Zasade i kukuruz, duhan, ponekad i grah, pamuk, tikve i kikiriki. Kišno doba period je njihove stalno-naseljenosti sve do sušnog doba kada počinju njihove skitnje i potrage za larvama, paucima, skakavcima, glodavcima, gušterima i zmijama, ovaj segment kulture napadno je nalik skupinama Zapadnih Šošona koji lunjaju pustinjama i polupustinjama u potrazi za gotovo istim pripadnicima faune i flore. Razno voće, zrnje i korijenje spašava ih od gladi. Med je prava poslastica, obožavaju ga svi Indijanci tropske šume i o njemu postoji tisuće legendi. Žene su naoružane štapovima za čeprkanje kojima iz rupa vade sitne životinjice i jestivo korijenje. Muškarac ipak pokušava da ulovi nešto veće, imaju velike lukove i nekoliko tipova strelica. U lovu na ptice Nambikvara upotrebljava strelicu s tupim vrhom, da ne bi ostala zabijena u grani. Za ribu postoji tip strelice s 3 do 5 račvastih vrhova, one nemaju perušku. U lovu na divljač srednje veličine koristi se strelica namazana otrovom kurare, vrh joj je zaštićen cijevi od bambusa, ovaj je otrov smrtonosan. Za jaguara ili tapira Indijanci koriste strelice s kopljastim vrhom od debela bambusova ivera, da izazove krvarenje, ako bi količina kurarea bila premalena.
O toksikologiji Nambikwara
Jedan poznati znanstvenik po dolasku s terenskog rada među Nambikvarama izjavio je da su 'poznati trovači', u smislu poznavanja toksikologije. Nambikvare su djeca šume, ljudi koji poznaju šumu 'kao svoj džep'. Najpoznatija biljka od koje prave otrov svakako je 'Strychnos', otrov je poznat kao kurare ('curare'). S korijena nekih strychnosa (vidi slike ) oni skidaju crvenu opnicu i natapaju u vreloj vodi i pare na vatri dok smjesa ne postane oblika tijesta. Poznaju naravno i druge vrste otrova koje nose sa sobom u cijevima od pera ili bambusa. Služe im za posve osobne, i često ne-dobronamjerne svrhe. Ovi otrovi imaju naučnog značaja. Postoji kod njih i proizvodnja otrova obavijenih velom tajni, neki su magični. Iz smola nekih stabala Bombax (Bombacaceae) s nabreklim deblom Indijanci sakupljaju smolu, vjeruju da će onaj na koga se baci zrno te smole, naduti poput tog stabla i umrijeti.

## Život i običaji
Brak, seks i djeca
Brak kod Nambikweara može biti poligaman a ima i rastava. Nambikware nemaju mnogo djece, ali su parovi bez djece rijetki. Jedno ili dvoje djece u njih je uobičajena brojka. Za vrijeme dok je dijete na sisi seksualni odnosi su zabranjeni, to jest do treće godine djetetova života. Majka dijete nosi privezano oko stegna kaišem od kore ili pamuka, da pored brente nosi dvoje djece bilo bi joj nemoguće. Majka često zna izazvati pobačaj ljekovitim biljem, ili mehanički, da bi se riješila djeteta o kojem ne bi mogla skrbiti (čitaj nositi). Što se tiče oca, on najviše vremena posvećuje sinu, dužan ga je obučiti muškaračkim poslovima. Naročit odnos postoji između djece iz prvih brakova i njihovih maćeha, koje s njima žive u prijateljskim odnosima.
Obuća i odjeća. 
Sve što nosi Nambikvarka na sebi svodi se na ukrase od školjkinih bisera vezanih oko struka, ogrlica i prekoramenica, i naušnica od sedefa i perja, te narukvica izrezanih od ljuštura velikog tatua. Nose katkada i uske trake od pamuka koje tkaju muškarci. Na mišicama ruku i listovima nogu vežu trake od slame. Muškarci su još površniji, tek slamnata ćuba, ponekad im visi preko spolovila. Hodaju naravno bosi.

## Materijalna kultura
Nambikvare nemaju mnogo stvari koje treba nositi za vrijeme nomadskog života. Sve što imaju stane u ženinu brentu. Ove brente prave se od rasječene trske, duge su i do 1,5 metara, znači gotovo koliko i žena koje ih nose. Muškarci ih ne nose, oni su naoružani i dužnost im je štiti skupinu, znači žene i djecu. U brenti žene vuće svoje siromašno pokućstvo, tu spadaju kutlače od tikava, svrdla od kamena ili željeza, noževi od nabrušene bambusovine, zatim nešto lončarije (ovu imaju istočne skupine Nambikwara), te mlinovi i glačala od kamena. To bi moglo biti sve što oni posjeduju, ako se ne računa željezna sjekira s kojom su u dodiru od vremena Rondona. Čuna i spomenutih 'hammock'-visećih kreveta nemaju. Preko rijeke ovi Indijanci prelaze plivajući pomažući se snopovima. Njihove kolibe napravljene su grubo od granja i palmi a za vrijeme sušne sezone pripreme tek nekoliko skloništa, koliko ima i obitelji.

## Plemena i populacija
Joshua Project /podaci za 2005; ostalo prema SIL-u
Indijanci Nhambicuara
Kabixí (Nambikwara do Sararé) 
- Kabixí. 100. Mato Grosso.

Nambikwara do Campo.  Mato Grosso, Rondônia.
- Halotesu (Halo Te Su, Alatesu) 40
- Hithaulu (Kithaulhu)
- Sawentesu
- Wakalitesu

Nambikwára do Norte.  Mato Grosso, Rondônia.
- Âlapmintê,
- Da’wandê,
- Da’wendê,
- Lakondê (Lacondê)
- Latundê (Yâlãkuntê) 100 Rondônia. Danas žive s Tubarão Indijancima.
- Mamaindê 100. Mato Grosso
- Nambikwara 1,100
- Negarotê (Nagarotú) 40
- Tagnani
- Tamaindé (Tamainde-Nambikuara)
- Tawandê (Tauandê) 20
- Tawitê (Tauitê)
- Yalakalorê

Nambikwara do Sul (900; 1988.) Mato Grosso.
- Alaketesu
- Alantesu
- Galera 150 (1983), Mato Grosso.
- Hahaintesu
- Kabixí
- Munduka
- Waikisu
- Wasusu.

Sabanê
- Sabanê 200

Među starim plemenima spominju se 17 plemena: Anunze, Congore, Iaia, Laconde, Mamainde, Navaite, Nene, Sabane, Tagnani (ili Taganani), Taioba, Tamainde, Tauande, Tauitelate, Tixiuvite, Uaimandiri, Uaindize, Urutunde.
Grupe vjerojatno nestale: Tarundé su nekad jedno od najbrojnih 1936. imali 20 muškaraca (ili 12; podaci poznati Lévi-Straussu) plus žena i djeca. Godine 1939. preostalo je tek četvorica muškaraca. Isto vrijedi za stara plemena:
- Anunzê (Anunsu). Oni su pravi Sjeverni Nambikvari.
- Nênê.-Rondônia.
- Congoré (Kongorê). Mato Grosso.
- Kokozú (Kôkôzu, Cocozu). Drže ih identičnim s plemenom Congoré.
- Uaintaçu (Waintasú) Mato Grosso.
- Wakletoçu.

## Vanjske poveznice
- Project: The Nambikwara Indians. A description of their languages and of their cultural identity  Arhivirana inačica izvorne stranice od 31. prosinca 2007. (Wayback Machine)
- No Longer Endangered Nambikuara  Arhivirana inačica izvorne stranice od 2. siječnja 2007. (Wayback Machine)
- Comissão Rondon  Arhivirana inačica izvorne stranice od 18. veljače 2005. (Wayback Machine)